# 張如磉
張如磉（越南語： 1923年11月14日—2005年11月8日）越南旅法律师、政治人物，曾参加反南越政府活动，1975年越南统一后担任越南南方共和国临时革命政府司法部长。不久对越共政权感到失望，于1978年8月乘船逃离越南。经印尼难民营前往法国巴黎定居。与段文遂等合著的《与河內分道扬镳: 一个越南官员的回忆录》（A Vietcong Memoir）。

## 生平
張如磉出生於堤岸。1946年與胡志明見面。1954年回國。